# 한일초등학교 (인천)
한일초등학교는 대한민국 인천광역시 부평구에 있는 사립 초등학교이다.

## 학교 연혁
- 1964. 10. 19 학교법인 명성학원 인가
- 1965. 03. 01 부평한일초등학교 설립 인가
- 1966. 01. 28 제1회 졸업식 거행
- 1986. 11. 27 과학실 개실
- 1987. 09. 01 제5대 권영자 이사장 취임
- 1988. 03. 02 컴퓨터실 개실
- 1996. 03. 01 한일초등학교로 변경
- 1997. 09. 05 방송실 개설
- 1998. 12. 24 교사 개축 공사 착공
- 1999. 11. 26 교사 이전 및 준공식
- 1999. 12. 30 전교실 인터넷망 구축
- 2001. 11. 30 학급증설인가(12학급)
- 2002. 03. 04 1학년 2학급 모집
- 2005. 10. 01 체육관 신축
- 2008. 09. 19 과학실 및 보건실 현대화
- 2008. 10. 22 도서관 개관
- 2009. 10. 01 English Zone 구축
- 2010. 03. 02 제9대 김강인 교장 취임
- 2011. 02. 22 학교 교문 환경 개선 공사
- 2011. 07. 02 한일 동문회 창단
- 2011. 10. 01 제1회 한일 어울림 마당 개최
- 2011. 11. 25 제20회 한일 열린음악회 개최
- 2012. 02. 15 제47회 졸업식 거행
- 2012. 08. 18 화장실 현대화 공사

## 참고 자료
- 한일초등학교 - 한국교육학술정보원 학교알리미